# Четвърти конгрес на Македонската патриотична организация
Четвъртият конгрес на Македонските политически организации (МПО) се провежда от 6 септември 1925 година в Индианаполис, Индиана, САЩ. Присъстват около 300 делегати от 28 секции на МПО. Взима се решение за създаване на организационен вестник с името „Македонска трибуна“. Дадена е висока оценка за дейността на Йордан Чкатров.